# Máša Málková
Máša Málková, vlastním jménem Marie Málková (* 24. srpna 1983 Benešov) je česká herečka.

## Biografie
Máša Málková se narodila v roce 1983 v Benešově. Navštěvovala Pražskou konzervatoř, kde studovala pod vedením Jany Preissové a Jaroslava Satoranského. Již během studií hostovala ve Východočeském divadle v Pardubicích, kde účinkovala celkem čtyři roky, z toho jeden rok jako stálá členka souboru. Máša Málková účinkovala na mnoha pražských scénách, mimo jiné v Divadle na Vinohradech, Divadle Viola a Městských divadlech pražských. Za roli klavíristky v inscenaci Chopin v porcelánu byla v roce 2011 nominována na Cenu Thálie.
Od roku 2000 se Máša Málková objevuje také v televizních pořadech a filmové tvorbě. Uváděla pořad České televize Game Page. Významnou roli ztvárnila v roce 2015 ve filmu Fotograf, za který získala nominaci na Českého lva jako nejlepší herečka v hlavní roli.

## Filmografie
- 2006, Obsluhoval jsem anglického krále
- 2008, O rodičích a dětech
- 2015, Fotograf
- 2017, Miluji tě modře